# Африканский линзанг
Африканский линзанг (лат. Poiana richardsonii) — вид млекопитающих из семейства виверровых.
Обитает в южном Камеруне, на юге Центральноафриканской Республики, в Экваториальной Гвинее, Габоне, Республике Конго и Демократической Республике Конго. Также присутствует на острове Биоко. Обитает в горных долинах и лесах.
Вид назван в честь сэра Джона Ричардсона (англ. John Richardson, 1787—1865), шотландского морского хирурга и исследователя Арктики, посвящённого в рыцари в 1846 году. Он был другом сэра Джона Франклина и принял участие в экспедициях Франклина 1819—1822 и 1825—1827 годов. Горы Ричардсона в Канаде названы также в его честь.
Серьёзных угроз для вида нет. Вид может локально испытывать снижение численности из-за потерь лесов и охоты. Видимо встречается на нескольких охранных территориях по всему ареалу.